# PCAF
El factor asociado a P300/CBP (PCAF), también conocido como K acetiltransferasa 2B (KAT2B), es un coactivador transcripcional asociado con p53 y codificado en humanos por el gen pcaf.

## Estructura
Diversos dominios de PCAF pueden actuar independientemente o al unísono para habilitar sus funciones. PCAF posee un dominio acetiltransferasa separado de otro dominio E3 ubiquitina ligasa, así como un bromodominio para la interacción con otras proteínas. PCAF también posee sitios para su propia acetilación y ubiquitinación.

## Función
Las proteínas nucleares CREBBP y EP300 se unen a multitud de factores específicos de secuencia implicados en el crecimiento celular o en la diferenciación, como c-Jun y la oncoproteína adenoviral E1A. La proteína PCAF se asocia con p300/CBP, tanto en ensayos in vivo como in vitro, y compite con E1A por los sitios de unión en p300 y en CBP. Además, tiene actividad histona acetiltransferasa lo que indica que PCAF está directamente implicada en la regulación transcripcional mediada por la remodelación de la cromatina.

## Regulación
La actividad acetiltransferasa y la localización celular de PCAF están reguladas por el grado de acetilación de PCAF. PCAF puede ser autoacetilada por sí misma o por p300. Cuando PCAF está acetilada, migra al núcleo celular y ejerce su actividad acetiltransferasa. PCAF puede ser desacetilada por HDAC3, lo que reduce la actividad acetiltransferasa de PCAF y se trasloca o mantiene en el citoplasma.

## Formación de complejos
PCAF es capaz de formar complejos con numerosas proteínas que dirigen su actividad. Por ejemplo, PCAF es reclutada por el factor de transcripción ATF para acetilar las histonas correspondientes e inducir la transcripción de los genes diana ATF4.

## Dianas
Se han descrito varias dianas proteicas de la actividad acetiltransferasa de PCAF, entre las que se incluyen factores de trascripción como FLI1, p53 y numerosos residuos de histonas. Hdm2, una ubiquitina ligasa diana de p53, también ha demostrado ser una diana de la actividad ubiquitina ligasa de PCAF.

## Interacciones
La proteína PCAF ha demostrado ser capaz de interaccionar con:
- β-Catenina[8]
- Factor de transcripción Twist[9]
- Myc[10] IRF1,[11]
- IRF2[12][11]
- TRRAP[10][13]
- CREBBP[14][15]
- BRCA2[16][17]
- KLF13[18]
- TCF3[19]
- RBPJ[20]
- POLR2A[15]
- NCOA1[21]
- EVI1[22]
- Mdm2[23]
- HNF1A[24]